# 前澤澪
前澤 澪（まえざわ みお、1991年9月12日 - ）（旧姓篠崎）は、日本の元女子バスケットボール選手である。富士通レッドウェーブに所属している。ポジションはガードフォワード。背番号11。167cm、66kg。3x3女子日本代表選手。

## 人物
神奈川県出身。
若葉台北ミニバス
旭中学校から金沢総合高等学校に進みインターハイベスト4。
松蔭大学ではインカレで優勝し、MVPと得点王を受賞。
ユニバーシアードにも2回出場。
卒業後、富士通に入社。Wリーグ2014-15シーズンのルーキーオブザイヤーを受賞。
2015年はユニバーシアード、アジア選手権の日本代表に選出され、アジア選手権で金メダルを獲得した。
2021-22シーズン限りで現役を引退。同シーズン、富士通の6シーズンぶりのWリーグファイナル進出に貢献し、プレーオフベスト5を受賞した。
結婚、出産を経て2025年に現役復帰。

### 3x3
2019年、3x3女子日本代表としてFIBAアジア3x3カップで銅メダル獲得。
2021年5月、東京オリンピック予選に出場し、3位で出場権を獲得。7月、東京オリンピックに出場し、準々決勝まで進出した。

## 経歴
- 金沢総合高校 - 松蔭大学 - 富士通（2014年〜2022年、2025年～）

## 日本代表歴
- 2011 ユニバーシアード - 12位
- 2013 ユニバーシアード - 13位
- 2015 ユニバーシアード - 4位
- 2015 FIBAアジア選手権 - 優勝
- 2018 アジア競技大会 - 3位

3x3
- 2019 FIBAアジアカップ - 3位
- 2021 東京オリンピック予選 - 3位
- 2021 東京オリンピック - 5位